# Макелинни, Кёртис
Роберт Кёртис Макелинни (англ. Robert Curtis McElhinney; 23 мая 1983, Лондон, Канада) — канадский хоккеист, вратарь. Обладатель Кубка Стэнли 2020 и Кубка Стэнли 2021 годов в составе «Тампа-Бэй Лайтнинг».

## Игровая карьера
«Калгари Флэймз» выбрал Кёртиса Макелинни в шестом раунде драфта 2002 года. 15 августа 2005 года Макелинни подписал с «Калгари» контракт новичка. 20 июля 2007 года он продлил соглашение с «Калгари» на один год. 27 июня 2008 года он продлил контракт с «Калгари» еще на год. 5 июня 2009 года Макелинни подписал с «Калгари» контракт на два года.
3 марта 2010 года «Калгари» обменял Макелинни в «Анахайм Дакс» на вратаря Весу Тоскалу.
24 февраля 2011 года клуб «Тампа-Бэй Лайтнинг» забрал Макелинни с драфта отказов «Анахайма», а уже через три дня снова выставил Кёртиса на драфт отказов, откуда его 28 февраля забрала «Оттава Сенаторз».
4 июля 2011 года Макелинни подписал двусторонний контракт на один год с клубом «Финикс Койотис».
22 февраля 2012 года «Финикс» обменял Макелинни, право выбора во втором раунде драфта 2012 года и право выбора в пятом раунде драфта 2013 года в «Коламбус Блю Джекетс» на нападающего Антуана Верметта.
10 января 2017 года «Коламбус» выставил Макелинни на драфт отказов, откуда его забрал «Торонто Мейпл Лифс».
1 июля 2017 года Макелинни продлил на два года контракт с «Торонто», средняя зарплата составила 850 тысяч долларов.

## Игровая характеристика
Макелинни — габаритный вратарь, который может закрыть своим корпусом большую часть ворот. В течение своей карьеры в НХЛ он проявил себя как хороший второй вратарь, который может сыграть порядка двадцати матчей за сезон.